# Enter the Chicken
Enter the Chicken es el decimocuarto álbum del virtuoso guitarrista Buckethead (excluyendo los demos Bucketheadland Blueprints, Giant Robot (Demo Tape) y KFC Skin Piles), lanzado el 25 de octubre de 2005 bajo el sello disquero del vocalista de la banda System of a Down, Serj Tankian llamado Serjical Strike.

El álbum contiene 11 canciones de las cuales 2 de ellas duran menos de 20 segundos.

El álbum también contiene las colaboraciones de artistas como Saul Williams, Maximum Bob (Deli Creeps), Efrem Schulz y el mismo Serj Tankian.

La canción instrumental "Nottingham Lace" había sido lanzada anteriormente en la página web de Buckethead (http://www.bucketheadland.com Archivado el 23 de febrero de 2011 en Wayback Machine.) pero en este álbum es la canción de cierre, pero actualmente no está disponible en el sitio, por posibles problemas técnicos.
El 8 de abril del 2008, este CD fue reeditado con una canción extra llamada "Shen Chi".
Según Buckethead y Serj Tankian, está planeado una segunda parte de este álbum

## Canciones
1. Intro – 0:15
2. We Are One – 4:01
Junto a Serj Tankian
3. Botnus – 3:24
Junto a Efrem Schulz
4. Three Fingers – 2:58
Junto a Saul Williams
5. Running From the Light – 4:42
Junto a Gigi y Maura Davis
6. Coma – 5:38
Junto a Azam Ali y Serj Tankian
7. Waiting Hare – 5:43
Junto a Shana Halligan y Serj Tankian
8. Interlude – 0:18
Junto a Donald Conviser
9. Funbus – 3:25
Junto a Keith Aazami y Dirk Rogers
10. The Hand – 4:24
Junto a Maximum Bob y Ani Maldjian
11. Nottingham Lace – 6:33
12. Shen Chi
reedición del 2008 incluye una canción extra

## Créditos
- Las canciones 1, 2, 3, 4, 5, 6, 7, 9, 10 y 11 fueron grabadas en John Merrick Recorder
- La canción 8 fue grabada en Serjical Strike
- Vocalización de las canciones 1, 2, 3, 4, 6, 7, 8, 9 y 10 fueron grabadas en Serjical Strike
- Producido por Serj Tankian
- Coproducido, mezclado por: Dan Monti
- Mezclado en: Binge Factory
- Arreglos en las voces de la canción 5 por Bill Laswell y Cam Dinunzio
- Programación adicional por: Dan Monti
- Masterizado por: Paul Miner en Buzzbomb Studios
- Coordinación por: Serj Tankian y George Tonikian
- Dirección de Arte por: Bryan Theiss y Frankenseuss Laboratories
- Representación legal de Buckethead: Stan Diamond ESQ., Diamond and Wilson